# Lammasjärvi, Norrbotten
Lammasjärvi är en sjö i Pajala kommun i Norrbotten och ingår i Torneälvens huvudavrinningsområde.